# 蒙特利尔植物园
蒙特利尔植物园（英語：Montreal Botanical Garden）是加拿大魁北克省蒙特利尔的一个大型植物园，面积75公頃（190英畝）。2008年列为加拿大国家历史遗址，并被认为是世界上最重要的植物园之一 。
植物园位于东舍布鲁克街4101号，与庇护九世街转角，在迈松讷夫公园内，面对蒙特利尔奥林匹克体育场。它包含温室部分，充满了来自世界各地的植物，以及许多大型的室外花园，每个都有一个特定的主题。每年从11月到4月，室外花园是光秃秃的，而且被雪覆盖，但是温室全年向观众开放，每年二月到四月举办蝴蝶展。 
植物园由市长Camillien Houde创建于1931年，在大萧条的高潮，在此以前Marie-Victorin神父已为此倡议多年。园林是由Henry Teuscher设计，而装饰风艺术的行政大楼则是由建筑师Lucien F. Kéroack设计。
它的目的是教育公众，特别是园艺学生，以及保护濒危植物物种。一个植物学研究机构、蒙特利尔天文学会，以及蒙特利尔昆虫学会也设在这里。
植物园虽然收费，但市民可以获得进入室外花园的免费通行证，所以很多人经常来访，即使只是坐在树下。最近的地铁站是庇护九世站，位于奥林匹克体育场拐角处。

## 花园

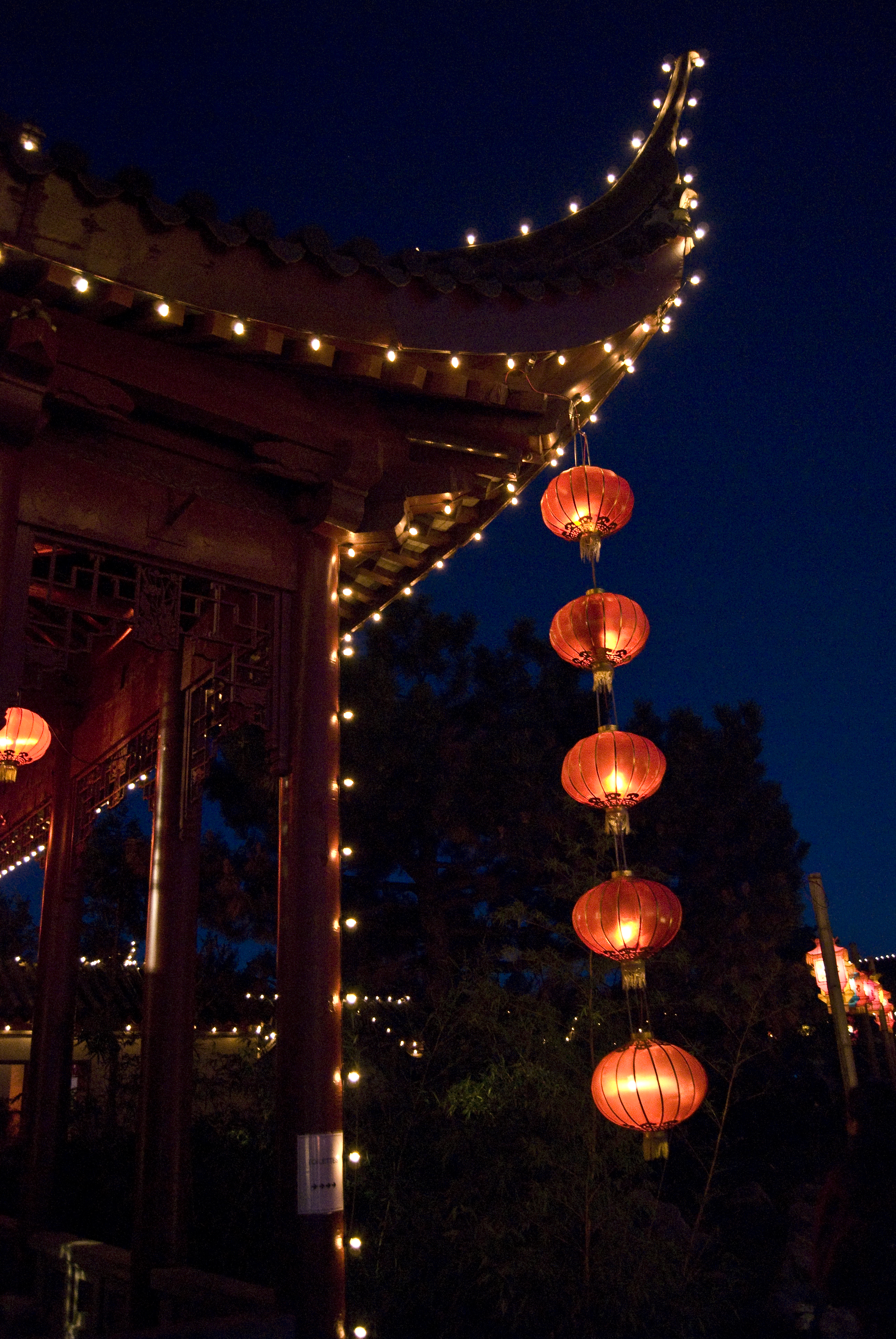
中国花园的中秋灯会

中国花园（梦湖园）是按照中国明朝风格建造的传统园林。它占地2.5 公顷，有许多蜿蜒的小径，一座人造假山，还有一座中国风格的建筑，里面收藏有捐赠的盆栽和盆景。这个花园里到处都是中国植物。这个园林建于1990-1991年，由乐卫忠设计，50名上海工匠兴建。从上海进口了500吨来自江苏省的太湖石。，每年还会举办中秋灯会（The Magic of Lanterns）。
日本花园：创建于 1988年，
第一民族花园：于2001年开放，以纪念和展示加拿大土著人民的文化。花园中保存魁北克和北美其他地区特有的物种；
高山花园：

## 圖集

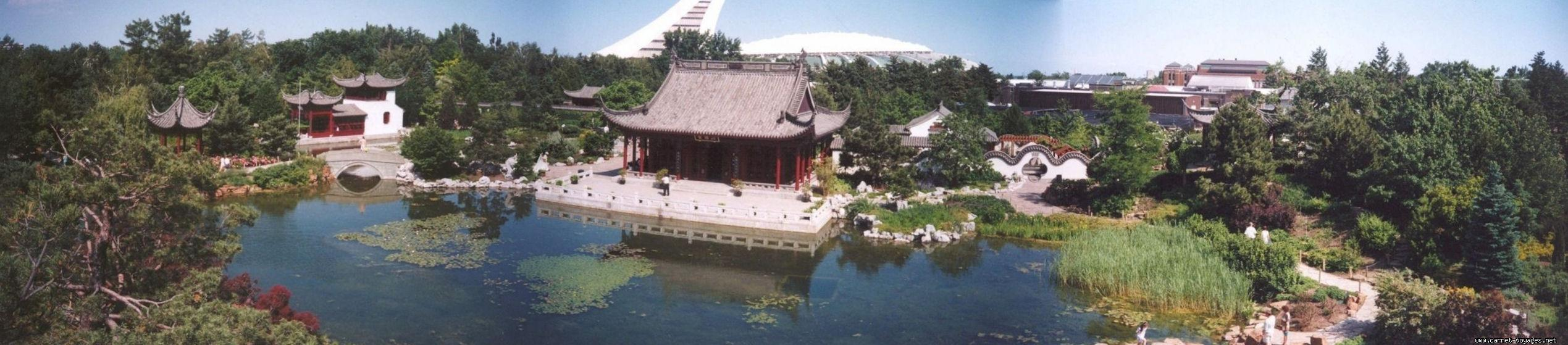

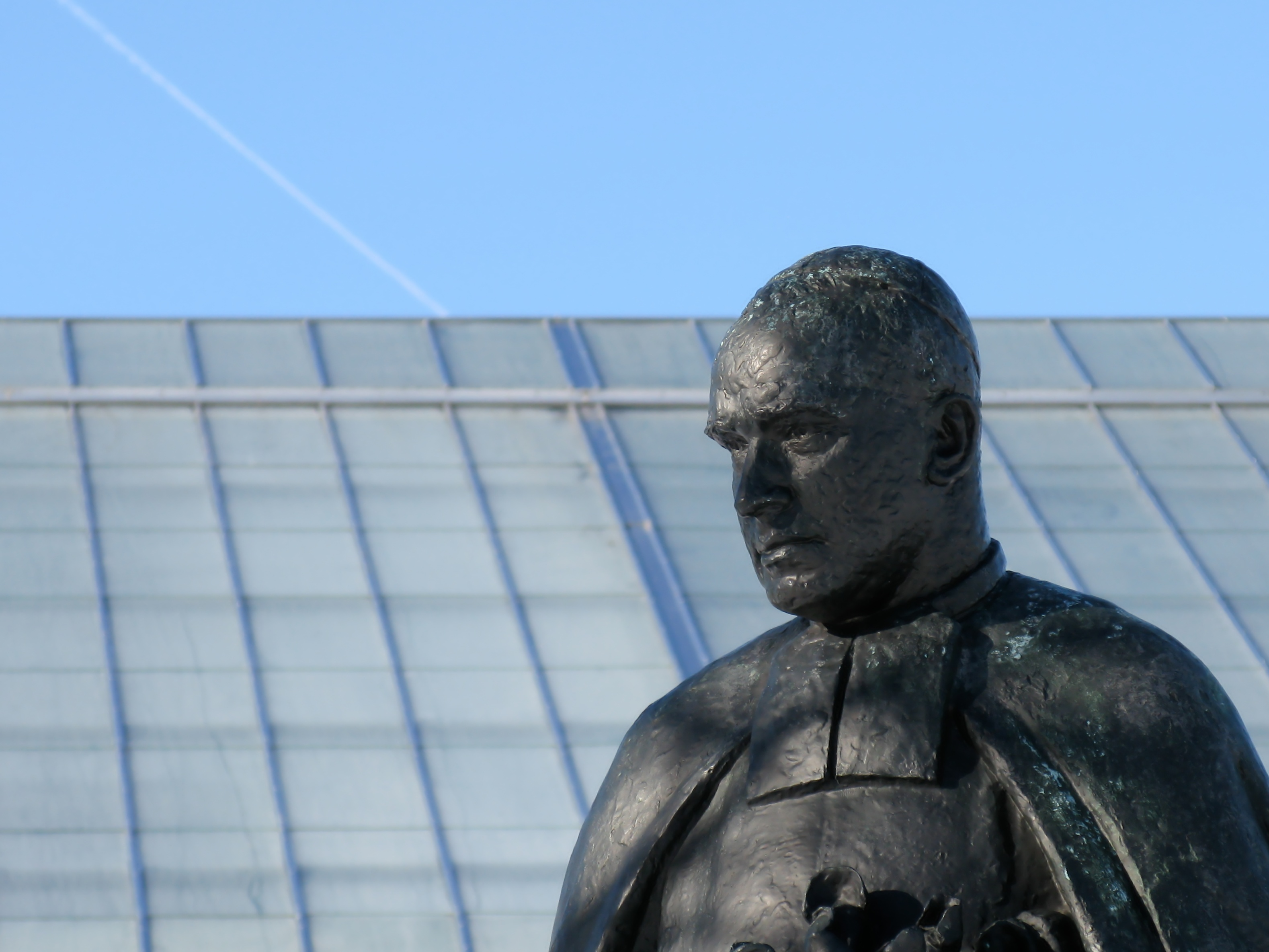
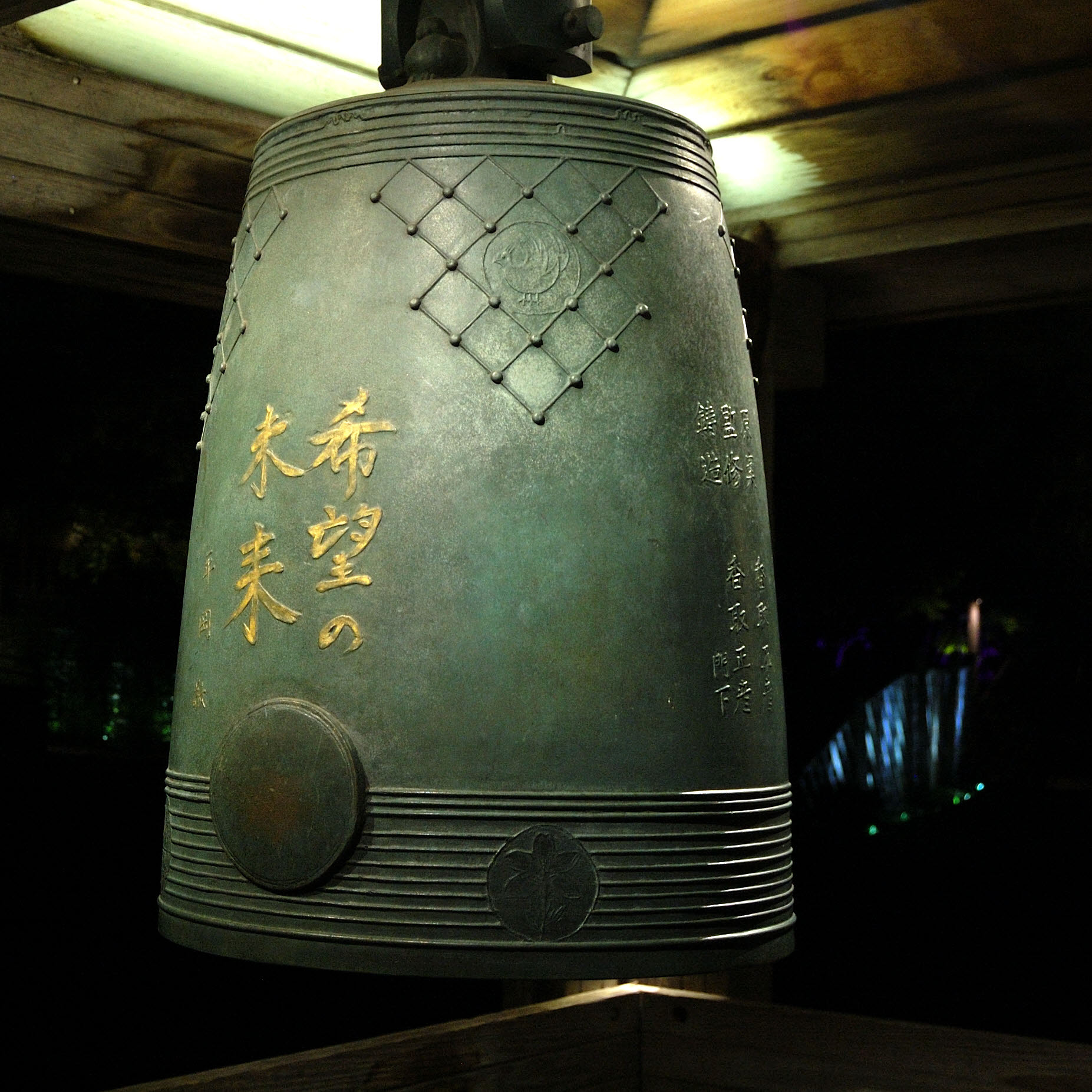
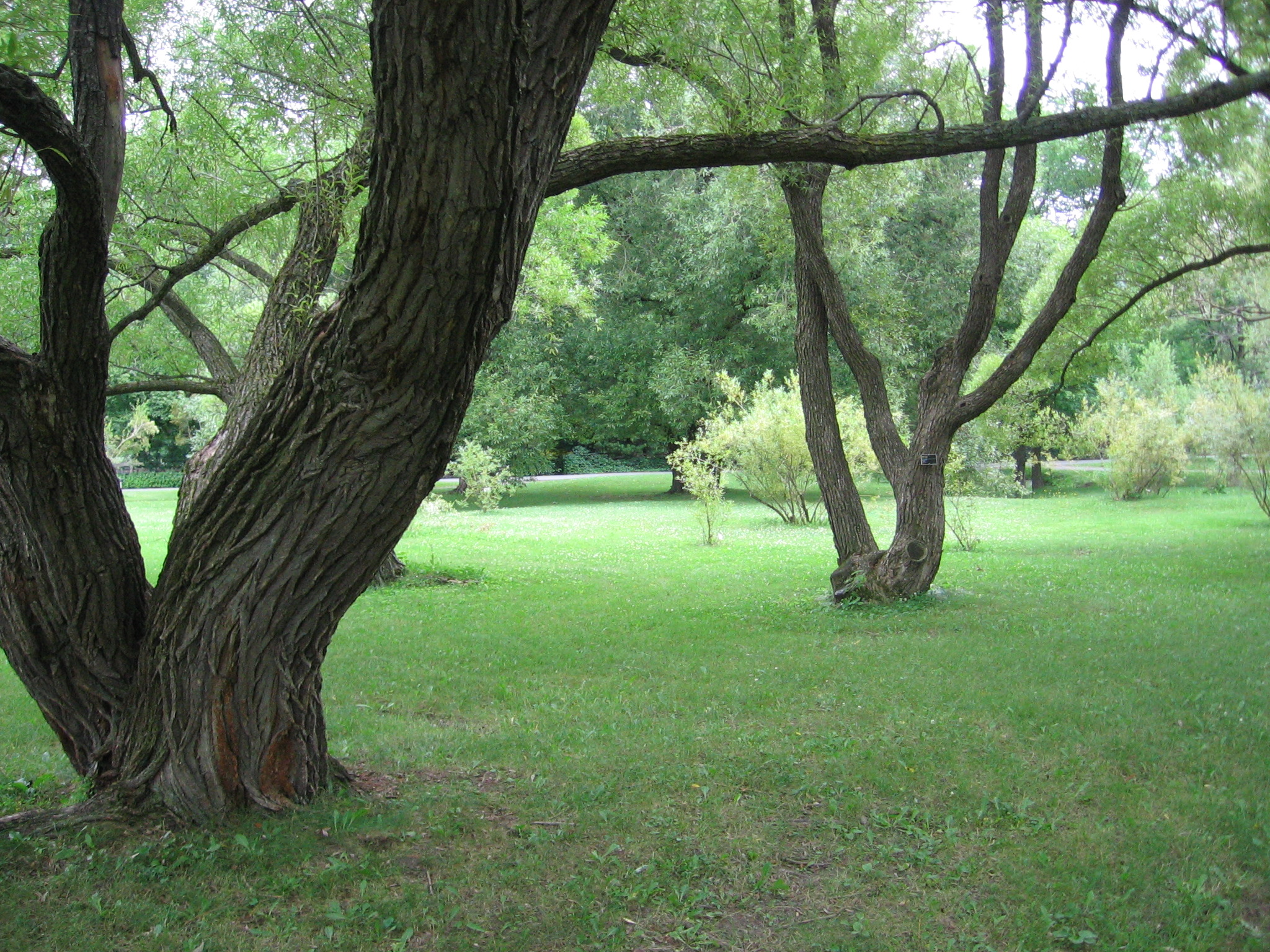
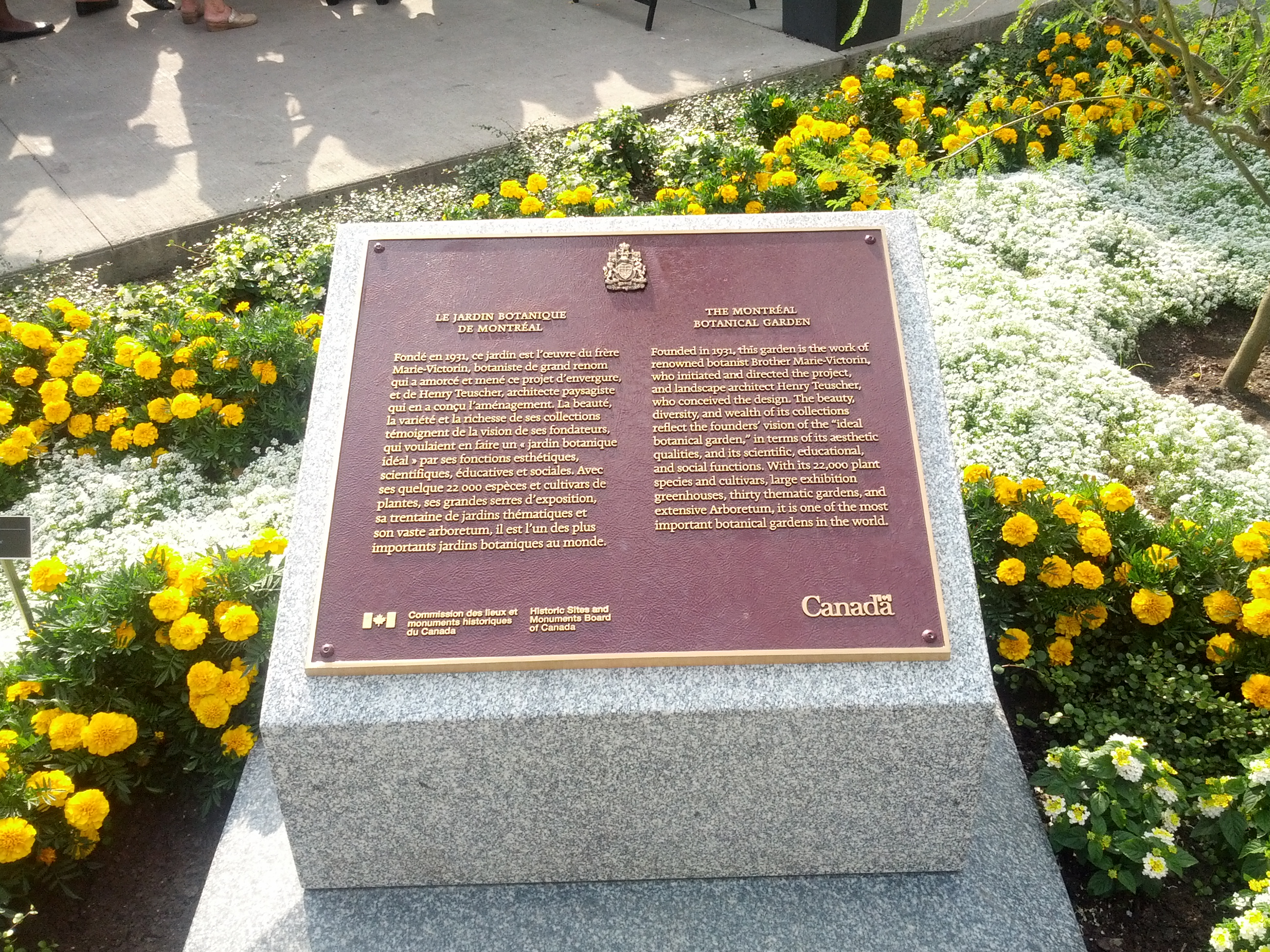
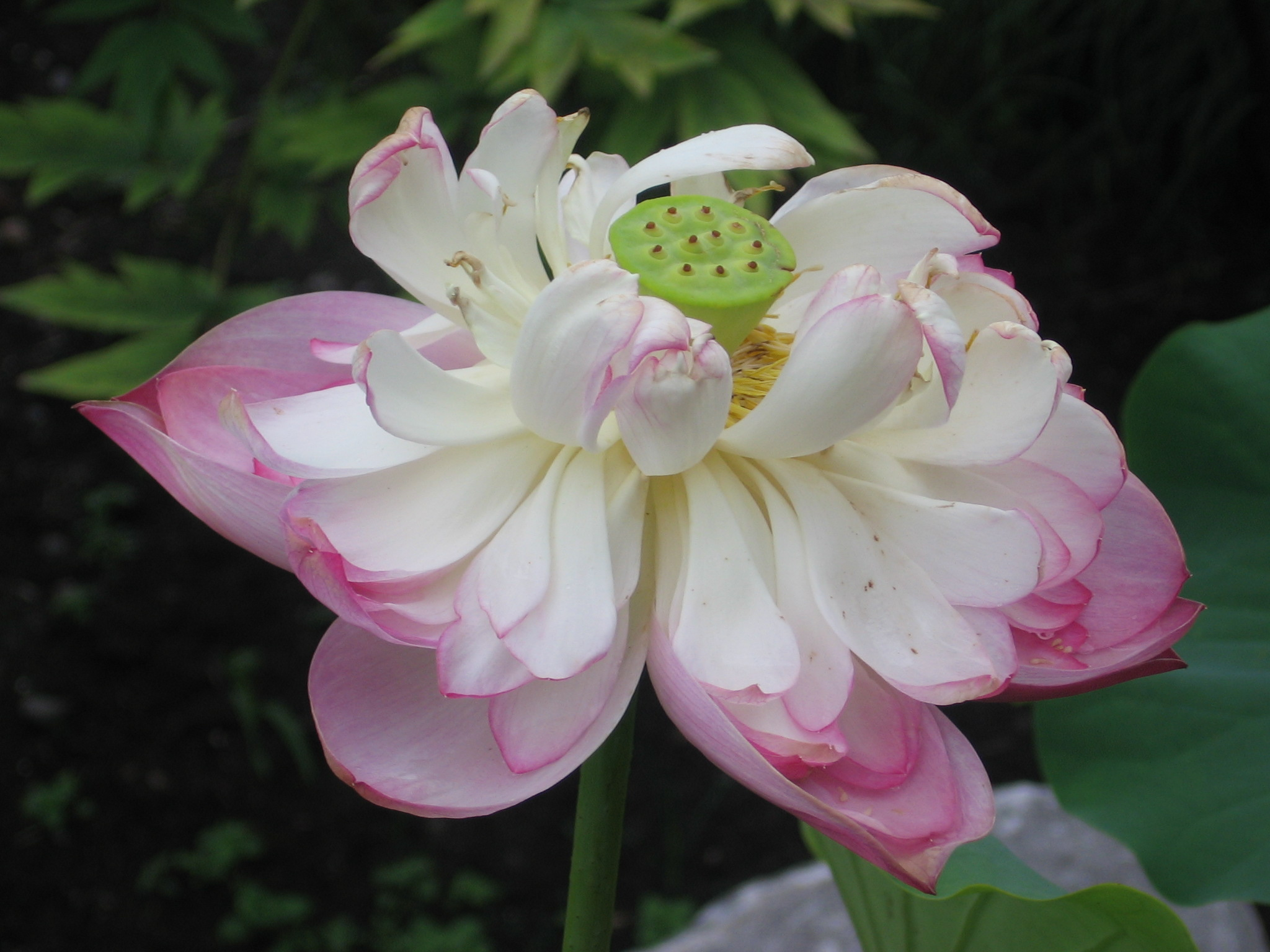
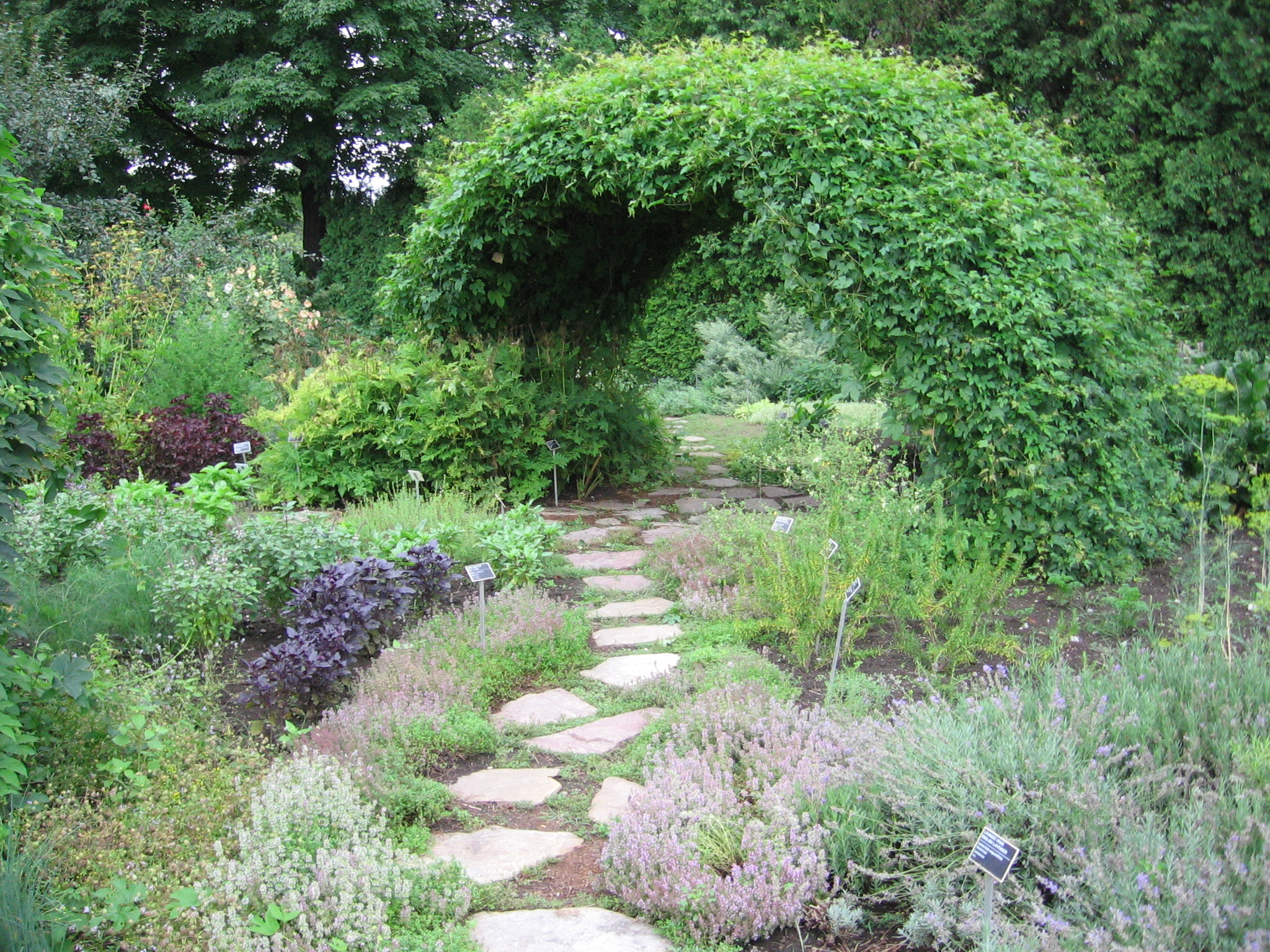
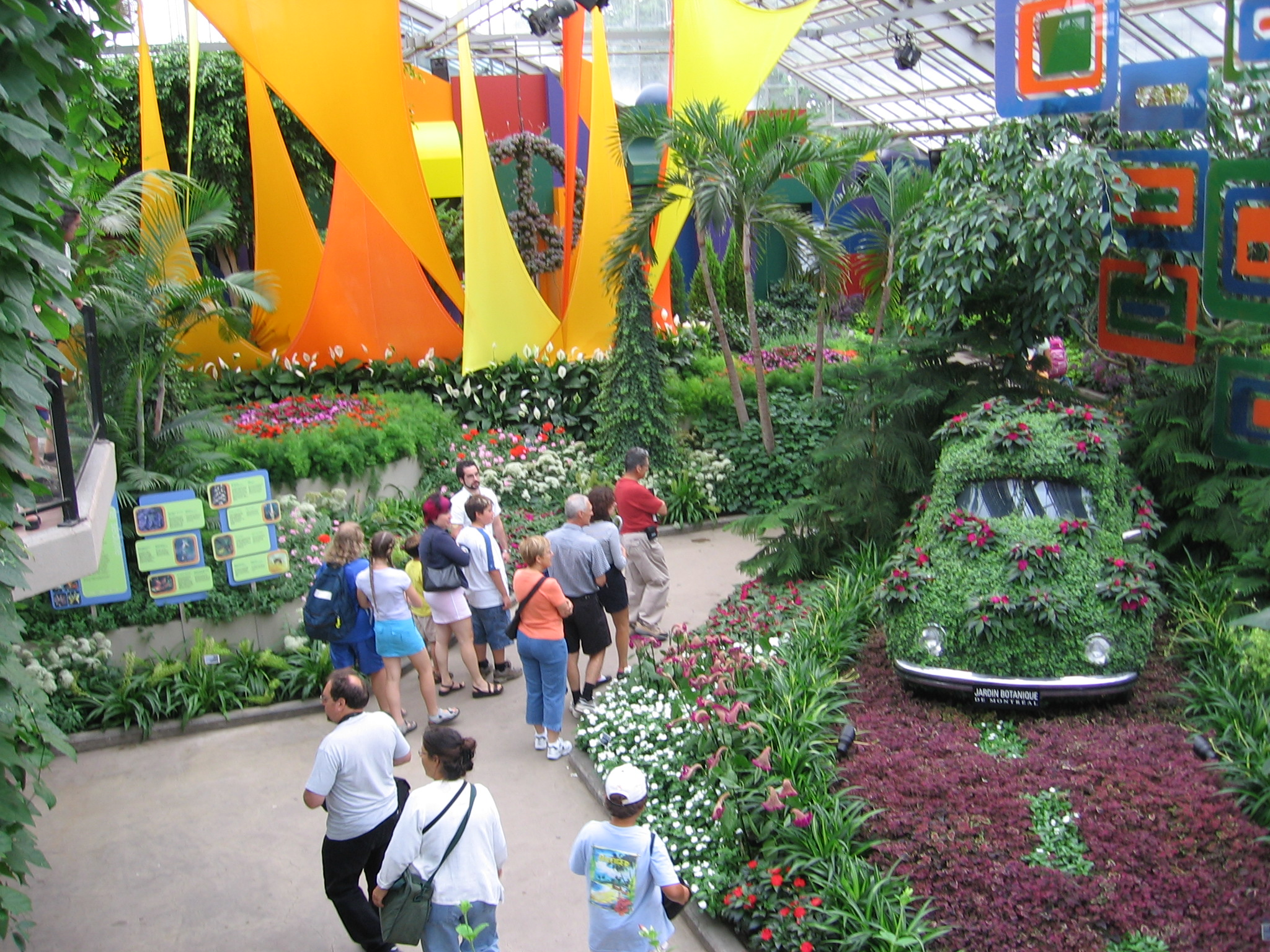
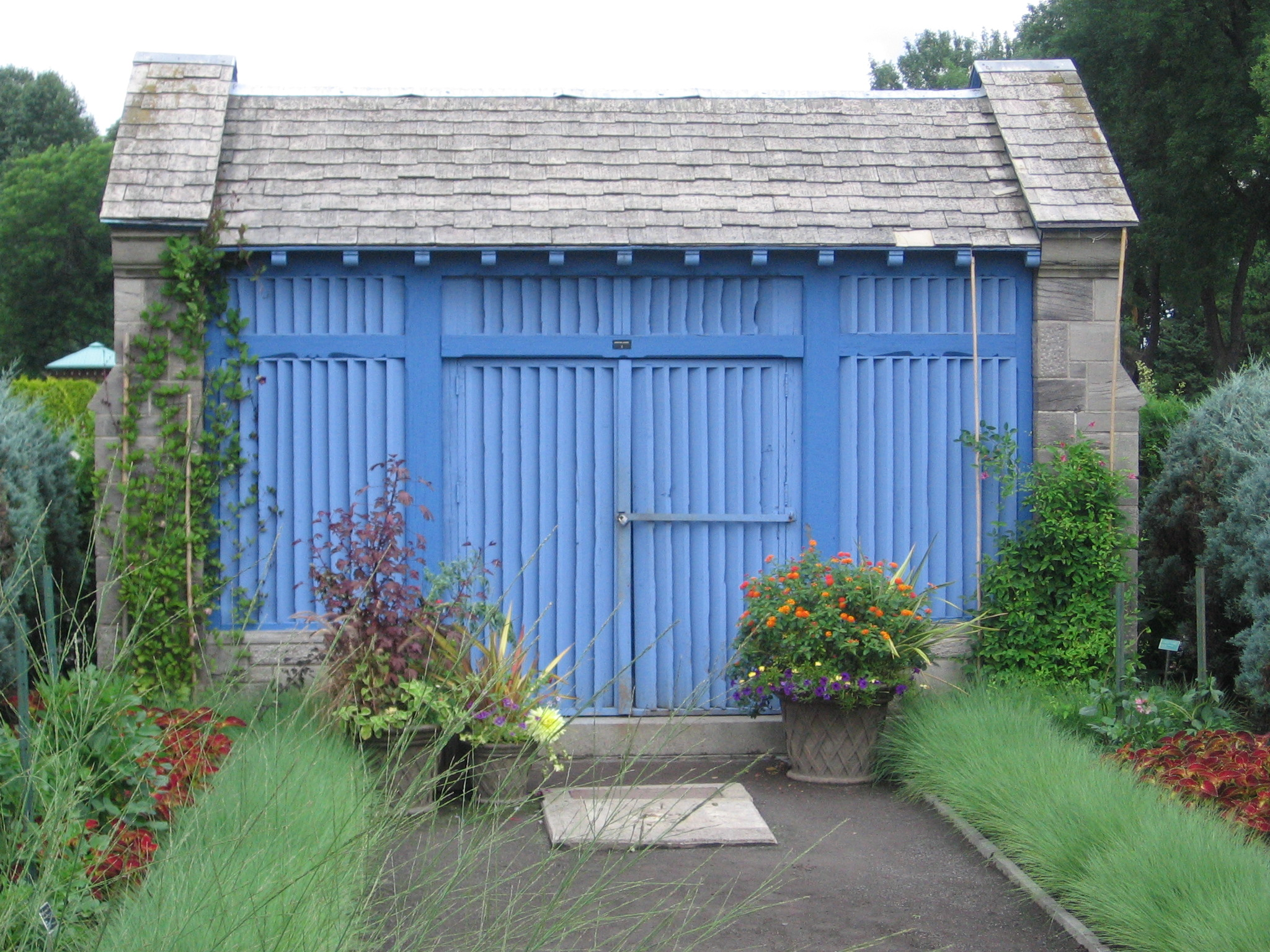
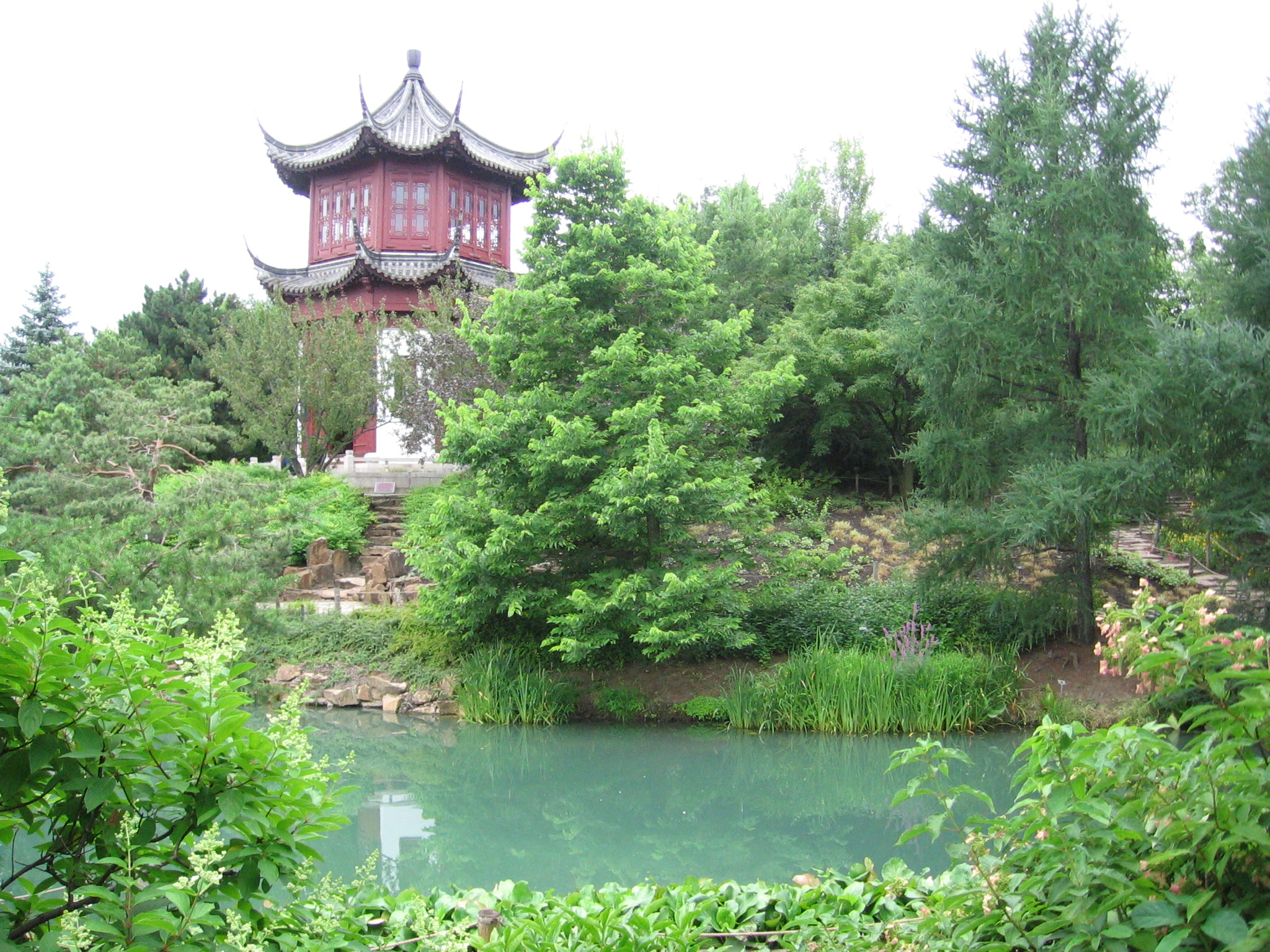
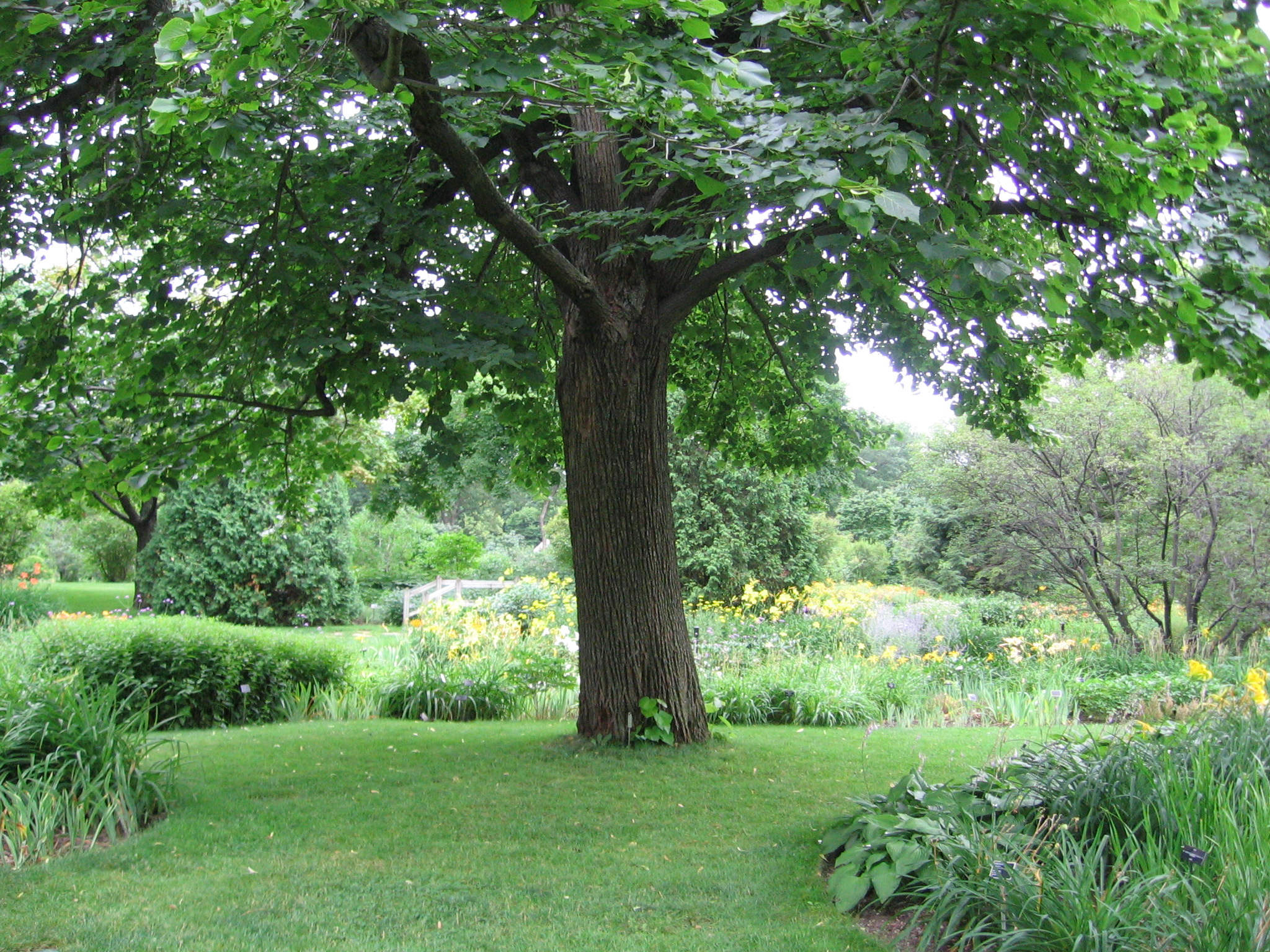
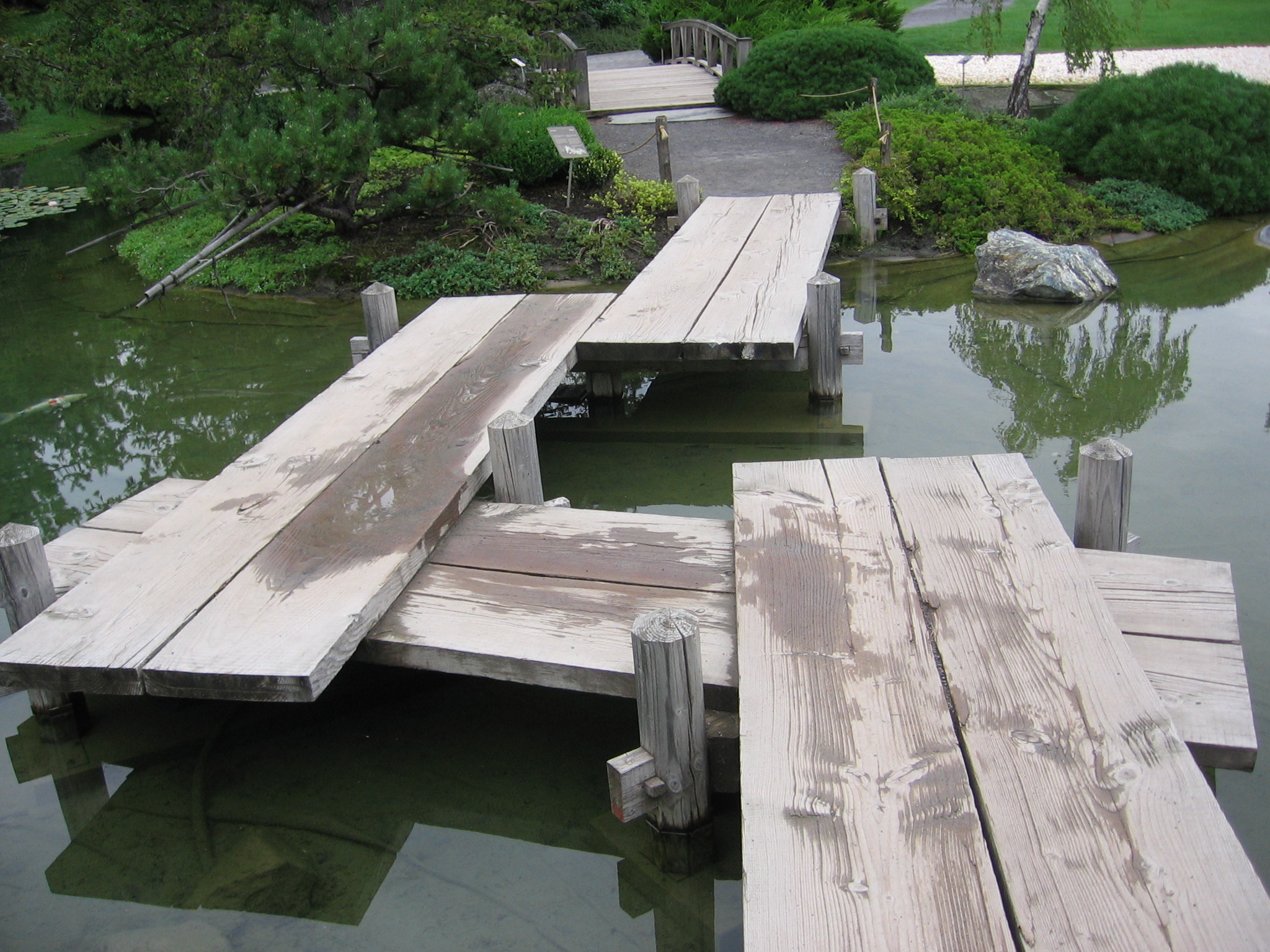
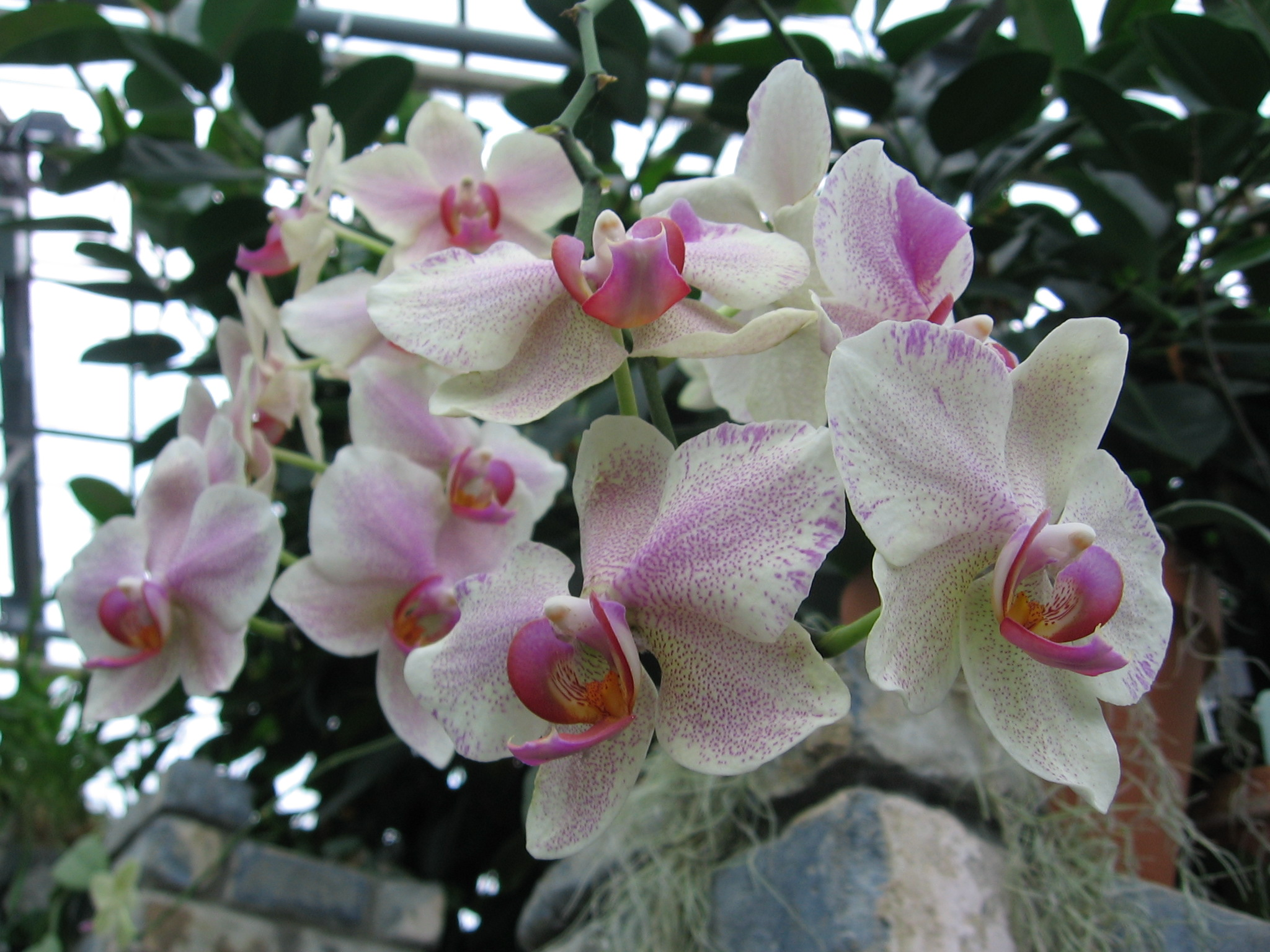
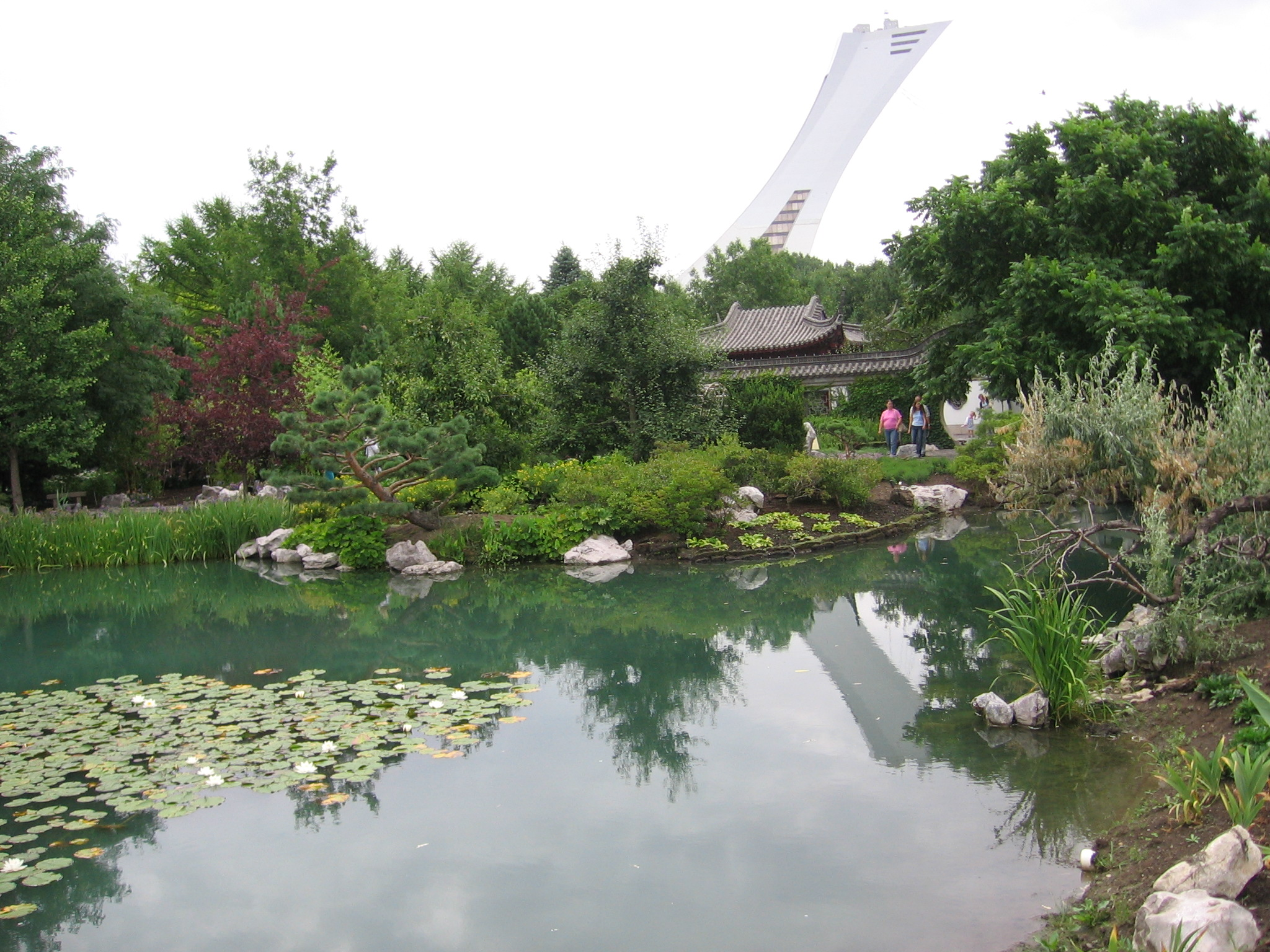
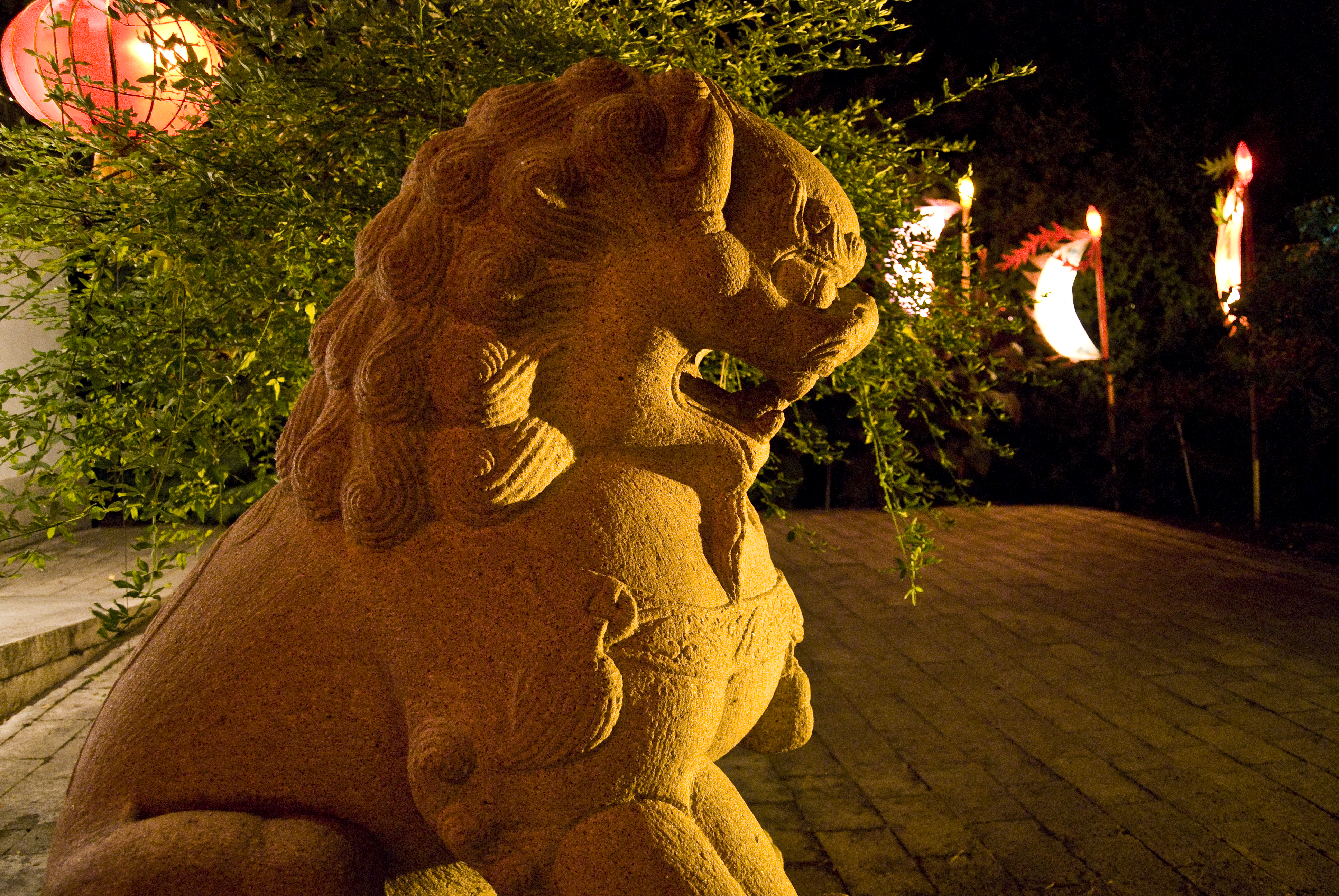
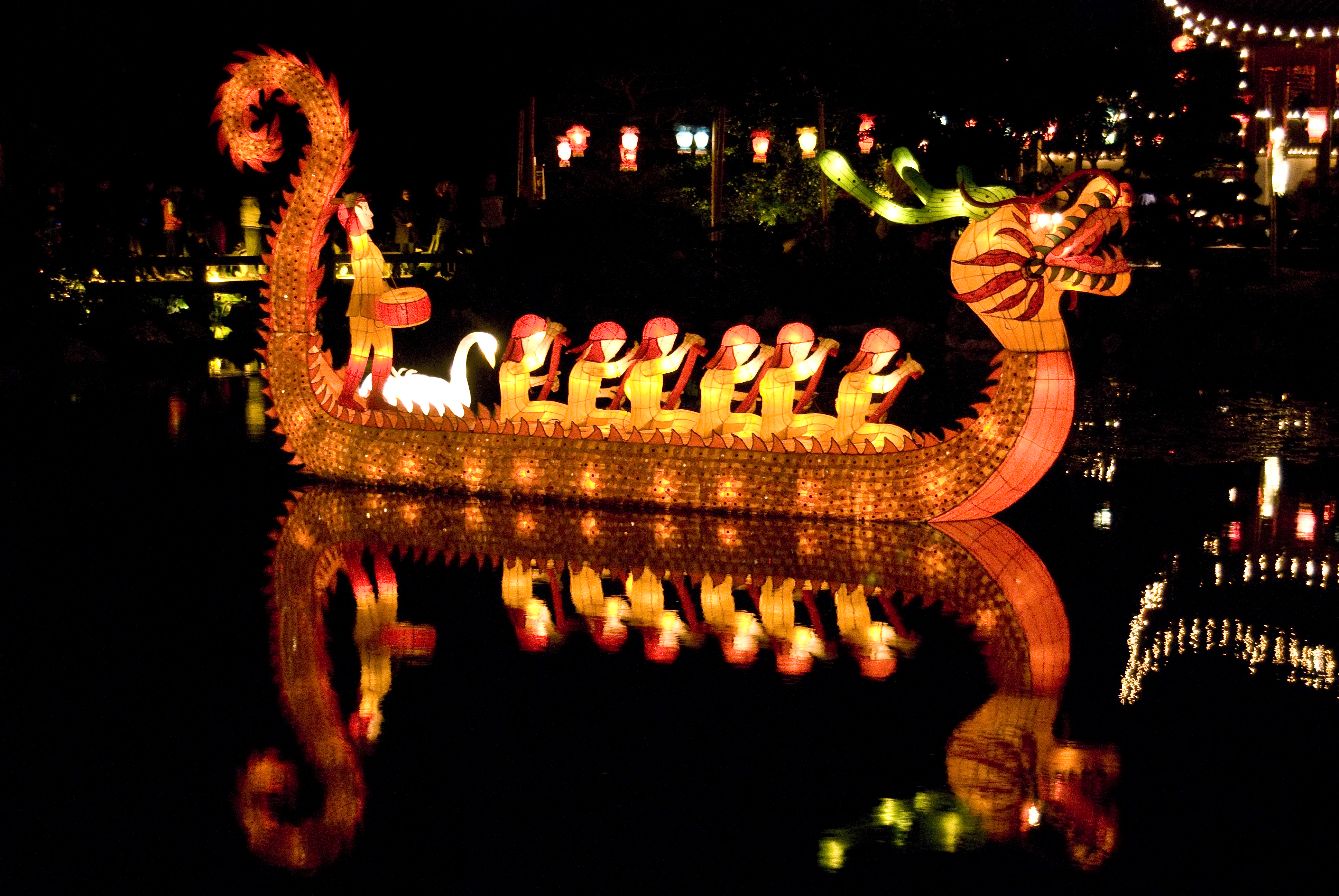
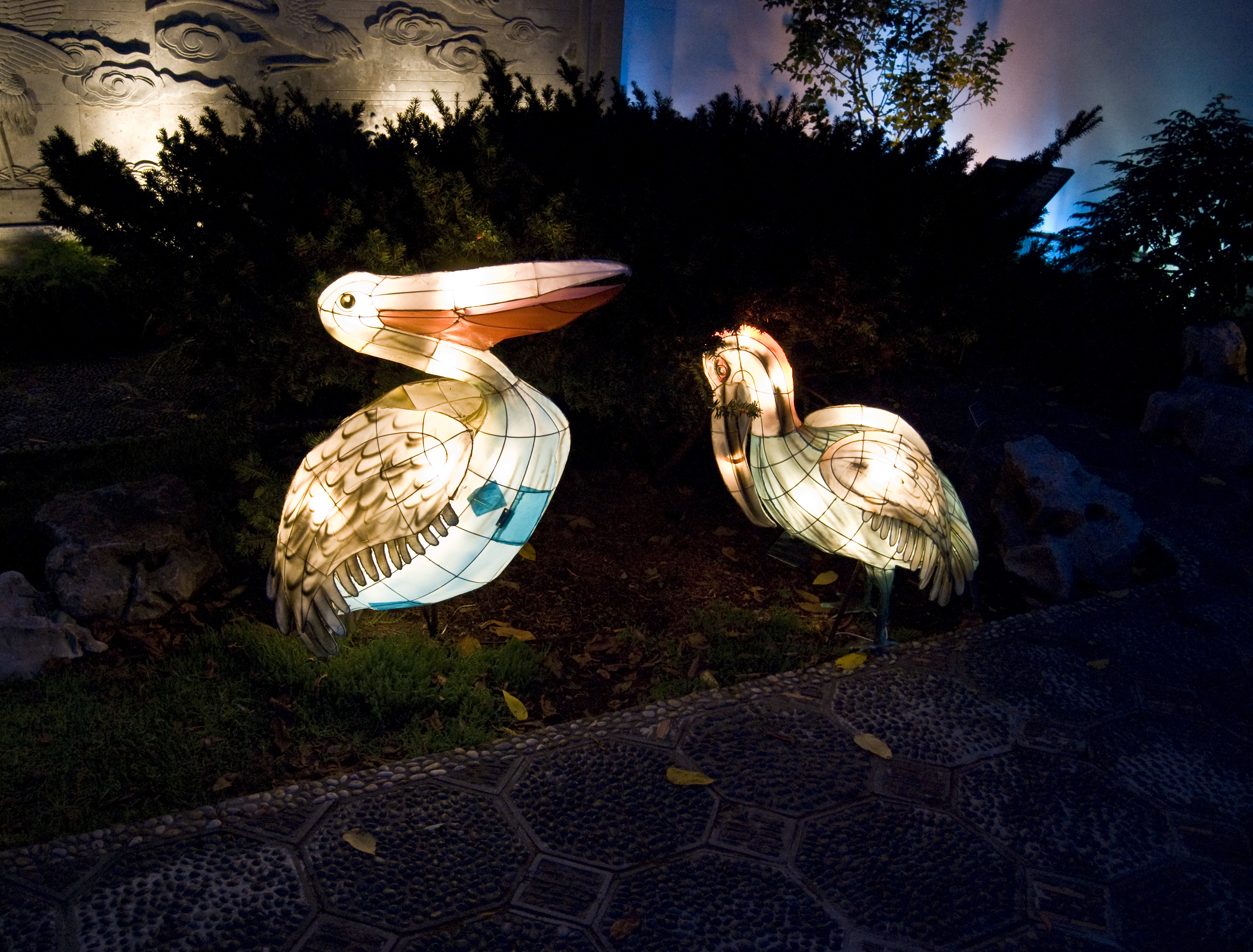
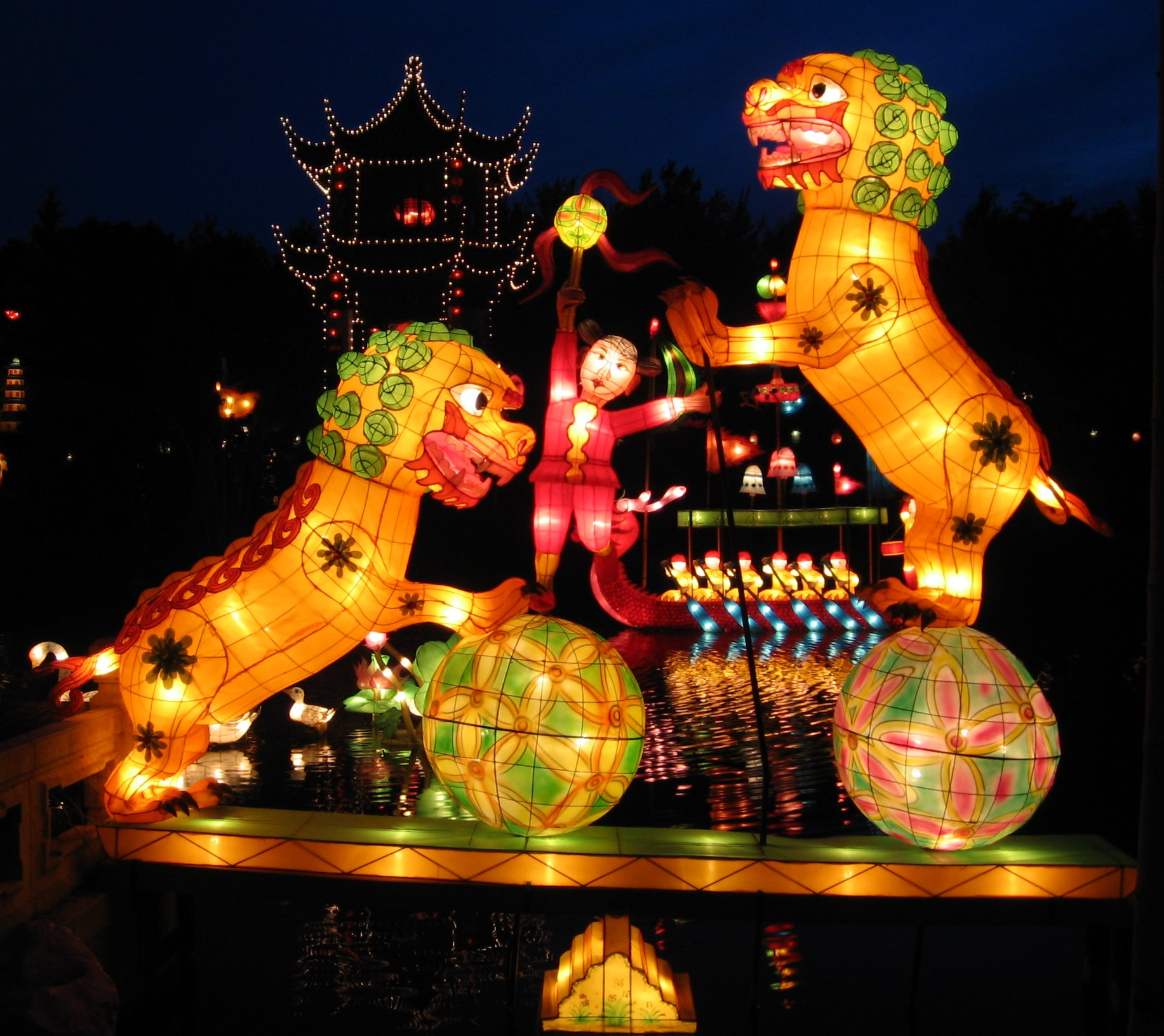
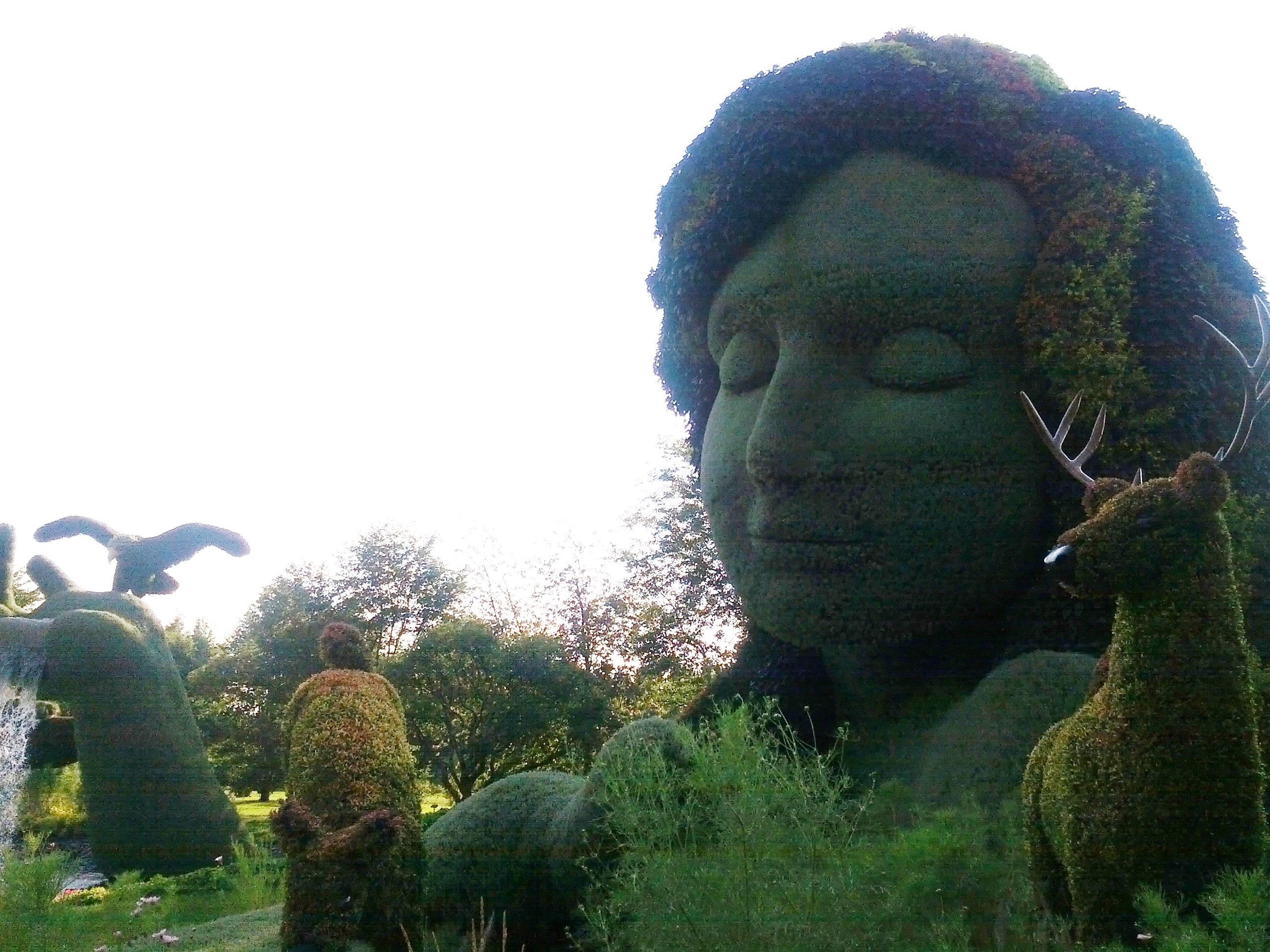